# 越後つついし親不知
『越後つついし親不知』（えちごつついしおやしらず）は、1962年（昭和37年）に発表された水上勉の小説。また、これを原作に今井正が監督した1964年公開の東映映画。

## 映画
1964年に東映が製作した今井正監督の映画。水上勉原作の同名小説の映画化作品。公開当時は、映画倫理管理委員会より成人映画（映倫番号13496 ）の指定を受けた。
雪深い越後の寒村で、京都伏見の酒蔵へ出稼ぎに出た夫を待つ若妻に起こった悲劇を描く。

### スタッフ
- 製作：大川博
- 原作：水上勉
- 脚本：八木保太郎
- 音楽：池野成
- 撮影：中尾駿一郎
- 美術：森幹男
- 監督：今井正

### 出演者
- 佐分権助：三國連太郎
- おしん：佐久間良子
- 瀬神留吉：小沢昭一
- 九谷育三：田中春男
- 佐藤：佐藤慶
- 伊助：殿山泰司
- 山田：杉義一
- おさと：清川虹子
- おいし：北城真記子
- 留吉の母：北林谷栄
- 伊助の母：五月藤江
- おしんの母：木村俊恵
- 坊ちゃん：石橋蓮司
- 飯屋の親爺：中村是好
- 客の遠藤：東野英治郎
- 古谷きよ：高橋とよ
- 大地主の旦那様：松村達雄
- 大地主の奥様：沢村貞子
- 沖中専造：松本染升
- 近迎えの花婿：明石潮
- 卵買いのおばさん：山本緑
- 中書島の女：谷本小夜子、相生千恵子

### 製作
企画は岡田茂。映画公開時は東映京都撮影所（以下、東映京都）所長に転任していたが、東映東京撮影所長（以下、東映東京）在任中の企画で、東映東京の後任所長・今田智憲が引き継いだ。佐久間良子は超お嬢様女優で、他のプロデューサーはみな清純派路線しか考えていなかったが、岡田は佐久間に男が色気を感じる、セックスの対象として魅力を感じるとして自身の標榜する"不良性感度"を最も体現する女優と評価していた。今田が岡田の代わりに佐久間に「『五番町夕霧楼』が受けたのは文芸的な面が受けたんじゃない。セックスな面が受けたんだ。それをあなたも我々も文芸色に目を奪われて、受けた本質の不良的なセクシーな面を見忘れていた。あなたのお客は絶対男だということを忘れてはだめだ。男があなたのどこに魅力を感じるか、それはあなたのセックスアピールだ。それを突いた企画をやろうじゃないか」と口説き、意外に佐久間は割り切り、意見の一致を見て製作が決定した。

### 影響
岡田茂が本作と同じ、主演：佐久間良子・脚本：八木保太郎・監督：今井正の枠組みで次に企画したのが1967年の『大奥㊙物語』で
、同作で岡田は任侠路線に並ぶエロチシズム路線の導入を企図したが、八木が岡田の注文を全く聞き入れず、八木に賛同する今井も一緒に降ろし、脚本は共作に変更し監督を中島貞夫で作らせた。『大奥㊙物語』は、"大奥もの"、"集団女性時代劇"、及び"東映ポルノ"の原点といわれる。

### ロケ地
新潟県糸魚川市。

## 特記事項
筒井康隆の同名の作品があるが別作品（『欠陥大百科』に収録の「越後つついし親不知」）。

## 舞台
本田延三郎の五月舎が製作し、1973年に上演された。翌年、出演者の太地喜和子が本作（および『藪原検校』）により紀伊国屋演劇賞を受賞した。